# Belvèze
Belvèze é uma comuna francesa na região administrativa de Occitânia, no departamento de Tarn-et-Garonne. Estende-se por uma área de 13,88 km². Em 2010 a comuna tinha 216 habitantes (densidade: 15,6 hab./km²).